# Étienne Daho
Étienne Daho (Orano, 14 gennaio 1956) è un cantautore francese.

## Biografia
Proveniente dalla scena rock di Rennes dei primi anni '80, ha raggiunto il successo in patria con brani come Le Grand Sommeil, Week-end à Rome e Tombé pour la France, per poi diventare uno degli artisti di riferimento della pop francese con gli album Pop Satori, Pour nos vies martiennes e Paris ailleurs pubblicati tra il 1986 ed il 1991.
Nella sua carriera ha collaborato con molti artisti francesi e stranieri come Jacques Dutronc, Charlotte Gainsbourg, Alain Bashung, Françoise Hardy, Daniel Darc, Astrud Gilberto, Saint Etienne, Jane Birkin, Air, Brigitte Fontaine, Jacno, Jeanne Moreau, Bill Pritchard, Orchestral Manoeuvres in the Dark, Philippe Katerine, Vanessa Paradis, Catherine Deneuve, Dani, Lio, Lou Doillon, Dominique A, Debbie Harry e Marianne Faithfull.

## Vita privata
Daho è sempre stato molto riservato sulla propria bisessualità nonostante vi alluda nelle sue canzoni. A 17 anni ha avuto un figlio con cui non è più in contatto. Vive a Montmartre, in un palazzo che era stato utilizzato da Buffalo Bill durante la sua tournée europea.

## Discografia

### Album in studio
- 1981 - Mythomane
- 1984 - La notte, la notte
- 1986 - Pop satori
- 1988 - Pour nos vies martiennes
- 1991 - Paris ailleurs
- 1996 - Eden
- 2000 - Corps & armes
- 2003 - Réévolution
- 2007 - L'invitation
- 2013 - Les chansons de l'innocence retrouvée
- 2017 - Blitz
- 2023 - Tirer la nuit sur les étoiles

### Album dal vivo
- 1989 - Live ED
- 1993 - DahOlympia
- 2001 - Daho Live
- 2005 - Sortir ce soir (Best of Live)
- 2009 - Daho Pleyel Paris
- 2014 - Diskönoir Live
- 2021 - Le Condamné à mort (Live au Quartz de Brest, 2010)

### Raccolte
- 1987 - Collection
- 1995 - Popzone
- 1998 - Singles
- 2002 - Dans la peau de Daho
- 2011 - Monsieur Daho
- 2015 - L'homme qui marche
- 2020 - Surf

### Ep
- 1985 - Tombé pour la France
- 1995 - Réserection
- 2007 - Be My Guest Tonight
- 2008 - Daho Show EP
- 2010 - Pleased to Meet You
- 2018 - Welcome to the Club
- 2020 - Comateens versus Daho
- 2021 - The Virus X Experience
- 2021 - Il ne dira pas (Remixed & Revamped)

## Videografia
- 1987 - Une Nuit Satori à L'Olympia
- 1991 - Paris Ailleurs
- 1993 - Daholympia
- 1998 - Intégrale des Clips
- 2001 - Daho Live
- 2005 - Sortir ce soir
- 2008 - An Evening with Daho
- 2009 - Daho Pleyel Paris
- 2015 - Etienne Daho au KOKO Theatre de Londres
- 2019 - Basique, le concert. Etienne Daho, Le Liberté de Rennes
- 2021 - Le condamné à mort avec Jeanne Moreau